# Heterometrus
Heterometrus és un gènere d'escorpins de la família Scorpionidae. Les espècies d'aquest gènere es troben àmpliament distribuïdes per les zones tropicals i subtropicals del sud-est asiàtic, incloent-hi Cambodja, Laos, Tailàndia, l'Índia, Sri Lanka, Nepal i la Xina (Tibet). El gènere conté algunes de les espècies d'escorpí vives més grans que es coneixen.

## Taxonomia
L'actual gènere va ser descrit per C. G. Ehrenberg l'any 1828 com a subgènere de gènere Buthus. L'any 1879 va ser descrit com a gènere per F. Karsch. L'any 1978 H. W. C. Couzijn va subdividir el gènere en diferents subgèneres, però F. Kovařík va tornar a fusionar, l'any 2004, tots els subgèneres en un sol gènere. El contingut del gènere pot variar segons les fonts, però generalment consta de 33 espècies, algunes de les quals molt semblants entre sí:
- Heterometrus barberi (Pocock, 1900)
- Heterometrus liocheles (Kovařík, 2004)
- Heterometrus bengalensis (C.L. Koch, 1841)
- Heterometrus cimrmani (Kovařík, 2004)
- Heterometrus cyaneus (C.L. Koch, 1836)
- Heterometrus flavimanus (Pocock, 1900)
- Heterometrus fulvipes (C.L. Koch, 1837)
- Heterometrus gravimanus (Pocock, 1894)
- Heterometrus indus (DeGeer, 1778)
- Heterometrus kanarensis (Pocock, 1900)
- Heterometrus keralaensis (Tikader & Bastawade, 1983)
- Heterometrus laoticus (Couzijn, 1981)
- Heterometrus latimanus (Pocock, 1894)
- Heterometrus liangi (Zhu & Yang, 2007)
- Heterometrus liophysa (Thorell, 1888)
- Heterometrus liurus (Pocock, 1897)
- Heterometrus longimanus (Herbst, 1800)
- Heterometrus madraspatensis (Pocock, 1900)
- Heterometrus mysorensis (Kovařík, 2004)
- Heterometrus nepalensis (Kovařík, 2004)
- Heterometrus petersii (Thorell, 1876)
- Heterometrus phipsoni (Pocock, 1893)
- Heterometrus rolciki (Kovařík, 2004)
- Heterometrus scaber (Thorell, 1876)
- Heterometrus sejnai Kovařík, 2004
- Heterometrus spinifer (Ehrenberg, 1828)
- Heterometrus swammerdami (Simon, 1872)
- Heterometrus telanganaensis (Javed, Mirza, Tampal & Lourenço, 2010)
- Heterometrus thorellii (Pocock, 1897)
- Heterometrus tibetanus (Lourenço, Qi & Zhu, 2005)
- Heterometrus tristis (Henderson, 1919)
- Heterometrus ubicki (Kovařík, 2004)
- Heterometrus wroughtoni (Pocock, 1899)
- Heterometrus xanthopus (Pocock, 1897)

## Característiques

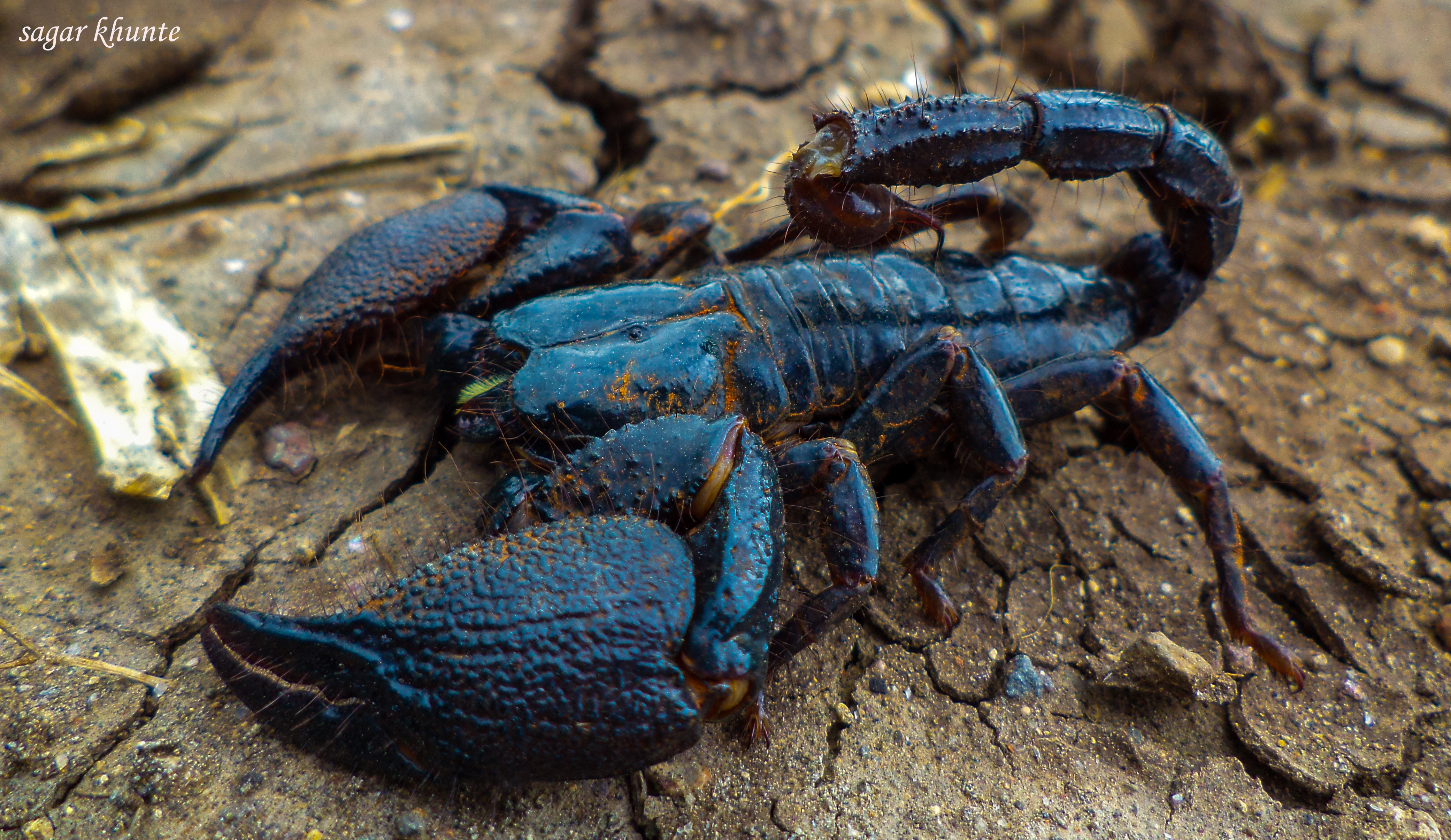
Heterometrus bengalensis

Les espècies del gènere Heterometrus solen ser, generalment, grans escorpins amb mides entre 100 i 200 mil·límetres de longitud total. Solen presentar coloracions fosques, sovint de colors negres o marrons, a vegades amb una lluïssor verdosa, amb colors més brillants al tèlson, les potes i/o els pedipalps en algunes espècies. Els escorpins presenten, en gran manera, pedipalps globulars especialment potents, tergums mesosòmics amples i un metasoma proporcionalment prim. El telson és proporcionalment petit i el fibló és sovint més curta que la vesícula. Al cefalotòrax i el mesosoma els solen mancar granulació i línies de relleu. Els ulls, mitjans, es troben en una petita depressió lenticular situada al cefalotòrax.

### Toxicitat
Tal com passa en altres gèneres d'escorpins, els símptomes de l'enverinament són bastant lleus i no es coneix cap defunció en humans per picada d'Heterometrus. La picada causa dolor local, inflamació, edemes i envermelliment de la pell que pot durar entre hores i pocs dies. Un estudi ha demostrat que els extractes de plantes coneguts en la medicina tradicional tailandesa com a antídots contra el verí d'escorpí són efectius com a tractament simptomàtic de les picades d'H. laoticus, que presenta heteroscorpina com a component principal del seu verí.

## En captivitat
Com a conseqüència de la seva mida inusualment grossa, la baixa toxicitat i el seu comportament dòcil, les espècies d'Heterometrus són populars com a mascotes. A diferència de molts altres escorpins, es poden mantenir en parelles o petits grups. L'alimentació en captivitat sol consistir en petits insectes, com ara grills, que se subministren vius.